# Acacia gregorii
Acacia gregorii är en ärtväxtart som beskrevs av Ferdinand von Mueller. Acacia gregorii ingår i släktet akacior, och familjen ärtväxter. Inga underarter finns listade i Catalogue of Life.